# Rio Conop
O Rio Conop é um rio da Romênia, afluente do Mureş, localizado no distrito de Arad.